# 政治的キャンペーン
 

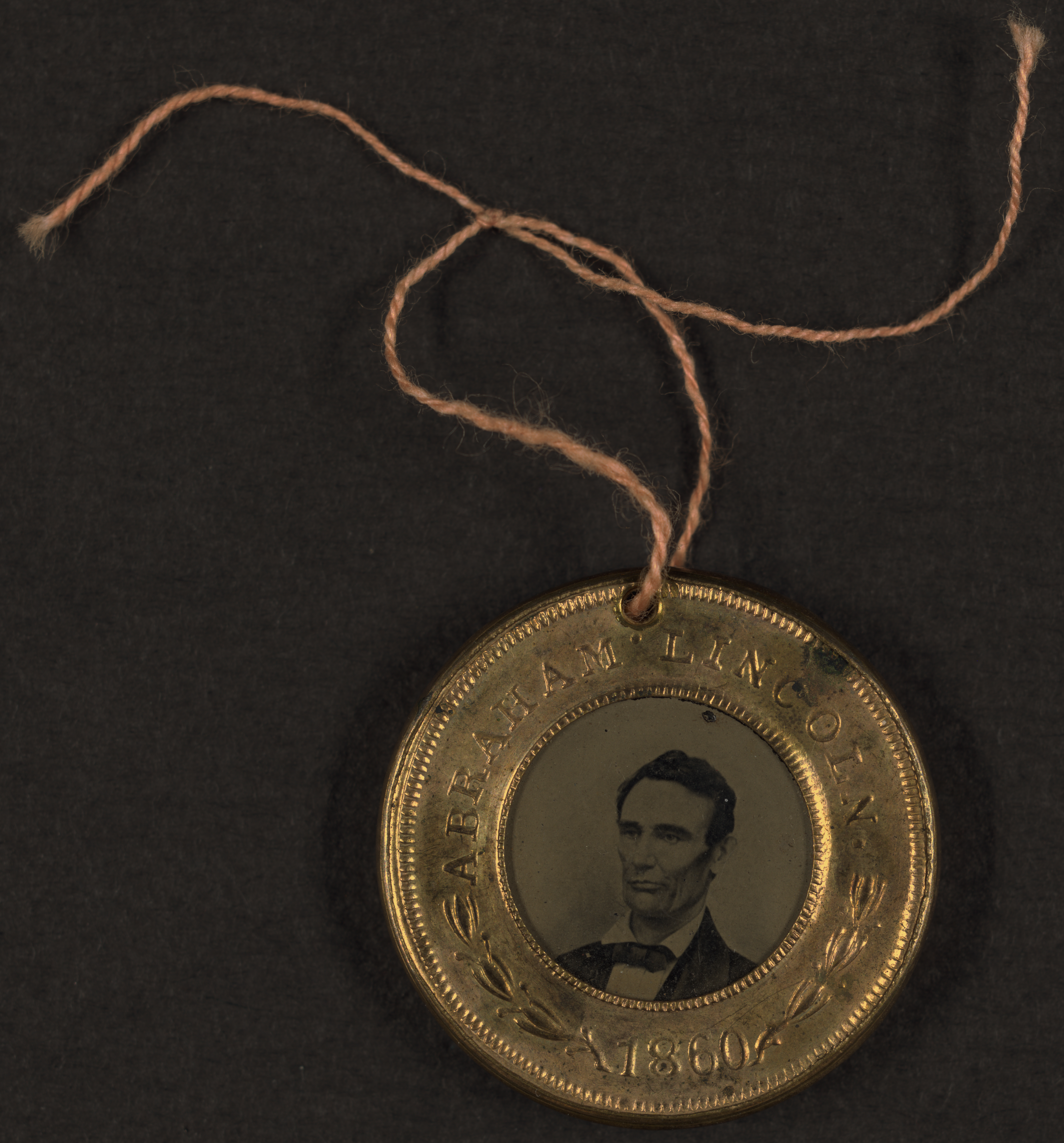
エイブラハム・リンカーンの大統領選挙運動のボタン、1860 年。ボタンの裏側には、運動仲間のハンニバル・ハムリンの肖像が描かれている。

政治的キャンペーン（せいじてきキャンペーン、英: Political campaign）は、特定のグループ内の意思決定に影響を与えることを目的とした組織的な取り組みのことである。民主主義において、政治的キャンペーンはしばしば選挙運動と同一視され、それによって代表者が選ばれたり、国民投票が実施されることがある。現代において、最も注目を集める政治的キャンペーンには、総選挙と国家元首または政府の長の候補者 (多くの場合、大統領または首相) があげられる。

## キャンペーンメッセージ

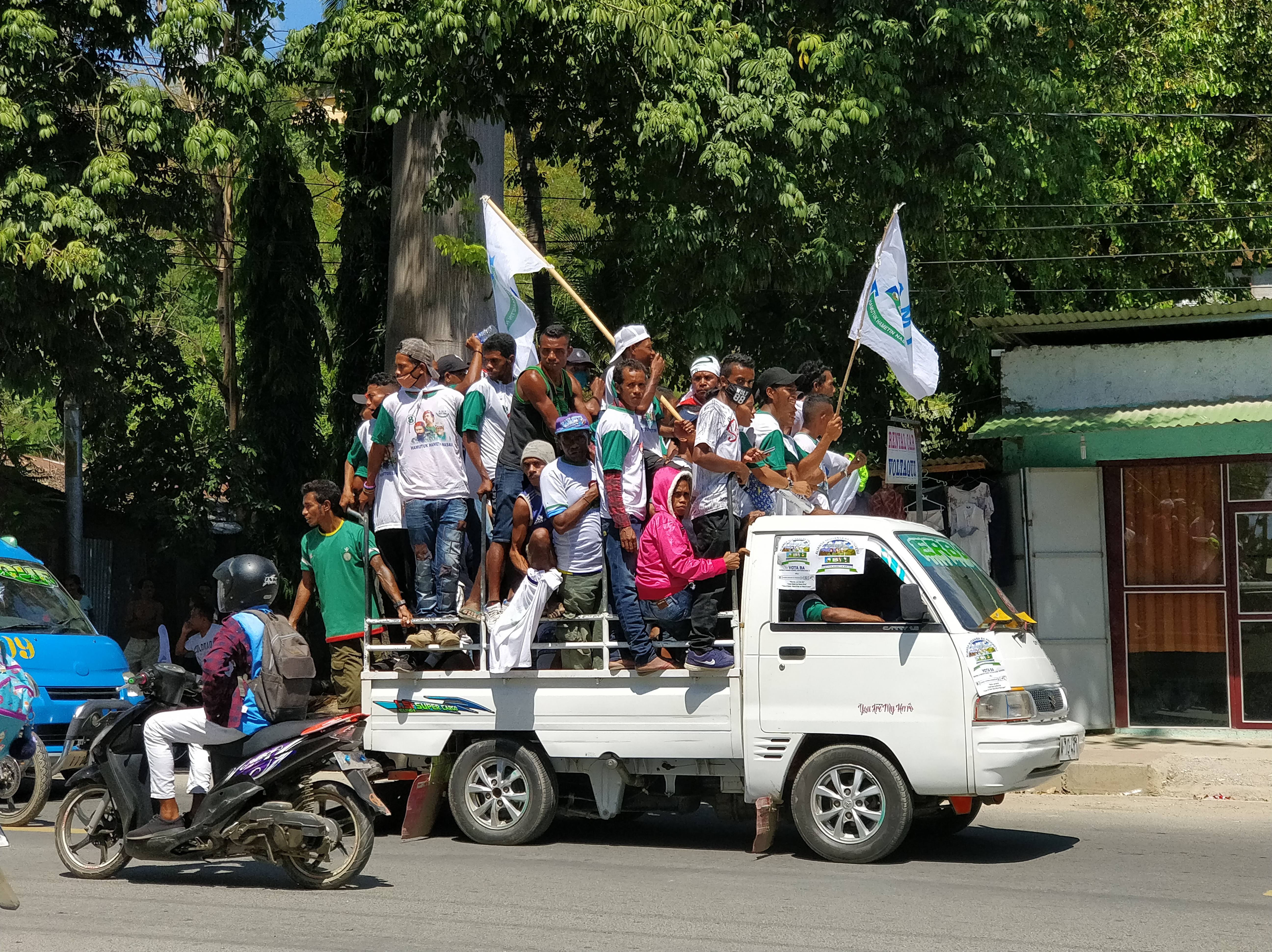
東ティモールの選挙運動: トラックでの結集

キャンペーンのメッセージには、立候補する際に支持してもらうため、候補者が有権者と共有したい考えが含まれる。メッセージは、多くの場合、政策に関するいくつかの論点で構成される。キャンペーンのメッセージは、主な考えを要約し、有権者に永続的な印象を与えるために頻繁に行われる。多くの選挙で、野党は、争点ではない政策や個人的な質問を持ち出すことで、候補者の「党の方針から外れたメッセージ」を引き出す。ほとんどのキャンペーンは、潜在的な有権者を引き付けるために、メッセージに広範性(抽象性、漠然性)を持たせる。あまりにも個別具体的なメッセージは、有権者を遠ざけたり、詳細を説明することで演説に時間がかかる恐れがあるからである。たとえば、 2008年アメリカ合衆国大統領選挙で、ジョン・マケインに彼の愛国心と政治的経験に焦点を当てた「カントリー・ファースト」のメッセージを使用した。後にメッセージは、政治体制内での彼の役割に注意を向けるように変更された。バラク・オバマは、キャンペーンを通じて「変革(change)」という一貫したシンプルなメッセージを掲げた。

## キャンペーン資金
資金調達の手法には、候補者に大規模な寄付者に電話または面会してもらう、少額の寄付者にダイレクト メールで嘆願書を送付する、利益が大きい場合にレースに何百万ドルも費やす可能性のある利益団体に働きかけるなどがある。

## 組織
現代の政治的キャンペーンでは、同様の規模のビジネスと同じように、キャンペーン組織を持っている。

### キャンペーンマネージャー
キャンペーンマネージャーの主な仕事は、キャンペーンの目的を達成できるようにすることである。マネージャーと協力して、キャンペーンの作成、実行、およびパフォーマンスの監督を行い、販売目標を達成するために必要なリソースを広範的に提供する。

### ポリティカルコンサルタント
ポリティカルコンサルタントは、調査から戦略まで、事実上すべての活動についてキャンペーンに助言する。コンサルタントは、クライアントのために候補者調査、有権者調査、および対抗候補調査を行う。

### 活動家
政治キャンペーンでは、活動家はキャンペーンの大義に忠実な「歩兵」である。サポーターとして、彼らはボランティア活動家としてキャンペーンを推進しています。このようなボランティアやインターンは、キャンペーンに代わって戸別訪問や電話をかけるなどの活動に参加することがあります。

## テクニック
キャンペーンチーム (インスピレーションを受けた個人、または豊富なリソースを備えた専門家グループのような小規模なチーム) は、キャンペーンのメッセージをどのように伝達し、ボランティアを募集し、資金を調達するかを検討しなければならない。キャンペーン広告は、商業広告とプロパガンダ、エンターテイメントと広報、ポリテインメントの複合的テクニックを利用している。政治キャンペーンがメッセージを配布する際に利用できる手段は、法律、利用可能なリソース、およびキャンペーンの参加者の想像力によって制約される。これらの手法は、キャンペーンプランと呼ばれる正式な戦略にしばしば組み込まれる。プランでは、キャンペーンの目標、メッセージ、対象者、および利用可能なリソースが考慮される。   
政治学者Joel Bradshawによるもう1つの現代的なキャンペーン手法では、キャンペーン戦略を成功させるための 4 つの重要な点が指摘されている。 「まず、どの選挙においても有権者は、支持層、対抗候補の支持層、未定(浮動票)層の3つのグループに分類できる。次に、過去の選挙結果、登録有権者リストからのデータ、調査研究により、これら3つのグループのそれぞれに該当する人々を特定することができる。第三に、すべての人々の支持を得ることは不可能であり、また必要でもない。最後に、キャンペーンに勝つ方法を特定したら、この勝利をもたらすための状況を作り出すことができる。キャンペーンが成功するためには、キャンペーンのリソース (資金、時間、メッセージ) を潜在的な有権者の主要なグループに向けるべきであり、それ以外の場所には向けるべきではない。」 

### キャンペーンコミュニケーション
キャンペーンコミュニケーションは、選挙のキャンペーン広告などの政党が管理するコミュニケーションと、選挙のメディア報道などの政党が管理しないコミュニケーションがある。

### キャンペーン広告
キャンペーン広告とは、有料メディア (新聞、ラジオ、テレビなど) を使用して、グループの意思決定に影響を与えることである。これらの広告は、ポリティカルコンサルタントとキャンペーンのスタッフによって計画される。

### メディア管理
メディア管理とは、国民に放送するメッセージをコントロールする政治的キャンペーンの能力を指す。政治キャンペーンで使用されるメディアの形式は、「ペイドメディア」と「アーンドメディア」に分類できる。 
ペイドメディアとは、支出から直接発生するメディアの注目を指す。 この形式のメディアは、一般的に政治広告や組織的なイベントを通じて見られる。有料メディアの利点は、政治キャンペーンが大衆に表示するメッセージを調整し、大衆がそれらを見るときに制御できることである。多くの場合、キャンペーンは競合地域での支出を優先し、選挙が近づくにつれてペイドメディア費用を増やす。 選挙運動は、多くの場合、選挙運動の中心的なテーマを要約し、候補者の将来のビジョンを説明する「閉会式広告」で締めくくられる。  2020年の選挙で、ジョー・バイデンの「ライジング」広告は、「私たちはこの国の魂のために戦っている」という彼の言葉で始まり、ドナルド・トランプのペンシルベニア州の広告の労働者は「それは私の仕事と何千人もの人々の終わりになるだろう」と述べた。 
アーンドメディアとは、多くの場合、ニュース記事やソーシャル メディアの投稿からの無料のメディア報道を指す。 有料メディアとは異なり、アーンドメディアはキャンペーンに費用が発生しない。アーンドメディアは、政治キャンペーンが肯定的な方法で言及されているとは限らない。政治的キャンペーンは、失言やスキャンダルからアーンドメディアを受け取ることがよくあり、 2016年の米国大統領選挙では、ヒラリー・クリントンを取り巻くメディア報道の大部分が彼女のスキャンダルに焦点を当てており、最も一般的なトピックは彼女の電子メールに関連するトピックであった。 
専門家は、効果的なメディア管理は、政治的キャンペーンを成功させるために不可欠な要素であると指摘する。調査によると、メディアの注目度が高い候補者ほど、選挙で大きな成功を収める傾向があり 、また、各形式のメディアが他の形式に影響を与える可能性があることに注意することも重要である。ペイドメディアは、イベントの報道価値を高め、アーンドメディアの増加につながる可能性があります。 キャンペーンでは、メディアネットワークを通じて広まっているストーリーを強調するためにお金を使うこともあります。調査によると、どちらの形式のメディアも本質的に優れているわけではありません。 2009 年の調査では、メディアの報道は有料広告よりもそれほど効果的ではないことがわかりました。 

### ハスティング
ハスティングは、もともと、代表者が議会またはその他の選挙機関の前で意見を表明したり投票したりするための物理的なプラットフォームであった。この用語は現在、1 人以上の代表候補が存在する選挙運動中の討論や演説などのあらゆるイベントを指す場合がある。